# 高山清司
髙山 清司（たかやま きよし、1947年〈昭和22年〉9月5日 - ）は、日本のヤクザ。特定抗争指定暴力団・六代目山口組相談役、三代目弘道会総裁。
六代目山口組第二の有力者と目される人物で、警察庁の報告書は、僅か26年という短期間で弘道会という組織を4,000名の人員を擁するまでに強化した張本人（中心人物）と名指した。六代目山口組組長・司忍が銃刀法違反の罪で服役していた時期（2005年 - 2011年）には、山口組の「事実上の最高指導者」とされていた。

## 来歴

### 生い立ち
1947年（昭和22年）に愛知県津島市で生まれる。少年時代は野球に打ち込んでいた。しかし、高校時代に野球ボールを顔面に受け、右瞼の神経と筋を切るケガを負う。これがもとで瞼が常に垂れ下がる状態となり、現在の片目を瞑る容貌となった。その後、喧嘩沙汰を起こし高校を中退する。

### 暴力団への加入
1967年（昭和42年）、20歳で山口組系弘田組傘下の佐々木組に加入する。1969年（昭和44年）に弘田組と独立組織・大日本平和会との間で、組員の移籍に関するトラブルが生じる。すぐさま件の組員の移籍先である弘田組系神谷組が襲撃を受け、死傷者を出す事態に発展した。
この報復に動いたのは、髙山の所属する佐々木組と司興業であり、司興業組長・司忍の指揮のもと髙山は、大日本平和会系豊山一家組長・豊山王植の殺害に関与する。事件後、懲役4年の判決を受けた。出所後に佐々木組若頭に就任し、同組内に髙山組を結成する。1976年（昭和51年）には弘田組の直参に昇格し、1980年（昭和55年）には若頭補佐に昇格する。
1984年（昭和59年）に弘田組の後継組織である弘道会が発足した後も継続して若頭補佐を務めて1989年（平成元年）には若頭に昇格した。

### 山口組直参昇格後
2005年（平成17年）3月に弘道会の二代目を継承する。翌4月に五代目山口組の直参に昇格し、同年7月に司忍を首領に据えた六代目山口組の発足と同時に、司が務めていた若頭の役を引き継ぐ。
2013年（平成25年）に、後述する恐喝事件での収監を見越して「子分中の子分」とされる竹内照明に弘道会の跡目を譲る。自身は弘道会の総裁に就任する。
2025年（令和7年）4月18日に竹内照明に六代目山口組若頭の座を譲り、自身は新設ポストの『相談役』に就任したと報じられた。高山の若頭在任日数は7175日。

## 恐喝事件（2010年）

### 逮捕
2010年11月18日、建設業に従事する京都府の男性を配下組員と共に恐喝した容疑で逮捕された。司忍が服役していた最中の出来事であり、山口組の「事実上の指導者」の歴史的逮捕であった。
いずれにしても件の逮捕は警察当局による“山口組壊滅作戦”の一環にあたるものとされた出来事で、それからわずか2週間後には六代目山口組第三の有力者と目される宅見組組長の入江禎が逮捕されるに至っている。

### 起訴後・公判
2010年12月8日には京都地検が恐喝の罪で髙山を起訴し、京都拘置所に勾留されていたものの、病気を理由に2012年1月20日から同年2月20日まで勾留停止となる。同年6月6日の初公判では「脅していない」として無罪を主張した。なお6日後の同月12日には、京都地裁の決定に基づき保釈となった。保釈保証金は15億円であった。
同年11月12日、検察側は髙山に懲役10年を求刑し、同月19日には最終弁論が京都地裁で開かれた。2013年3月22日の一審で小倉哲浩裁判長は、具体的に恐喝へ関与した可能性は薄いとしつつも、配下の組員に被害者が金銭を支払ったのは、髙山の存在が影響したと指摘し、懲役6年の判決を言い渡した。
弁護側はこれを不服として控訴し、同年12月20日に控訴審初公判が大阪高裁にて開かれたものの即日結審した。2014年2月19日の控訴審で森岡安弘裁判長は控訴を棄却し、懲役6年の有罪判決を維持した。これを受け髙山サイドは最高裁へ上告した。

### 収監以降
2014年5月26日に上告を取り下げ、懲役6年の実刑が確定する。同年6月24日には大阪高検に出頭して大阪拘置所に収監され、同年12月16日に府中刑務所に移監となった。

### 出所
2019年10月18日早朝に出所し、JR品川駅に向かい東海道新幹線で名古屋方面へ移動した。

## 私生活
六代目山口組の発足に伴い若頭の役に就いて以降は神戸市内の私邸に居住し、平日は午前から夕方まで山口組の総本部へ詰め、週末のみ名古屋に帰省する生活様式となっていた。私邸は新神戸駅近くの高台に位置し、入り口には防弾仕様と見られるステンレス製の門と監視カメラが四方に配置され、さらに護衛を担う組員の詰め所と見られる4階建てのビルが隣接する。内部では10数台のモニターで接近者の監視を行うという警備体制が敷かれており、2008年に立ち入った捜査員は“砦のようであった”と発言した。
ただ、2019年10月に山口組総本部に対し兵庫県警が使用制限命令を出して以降は、主な活動拠点を中部地方に移し、三重県桑名市に居住している。2020年2月にはその桑名市の自宅に銃弾を打ち込まれる事件があった。
また、後縦靭帯骨化症の持病を抱えており、2012年11月に京都地方裁判所に出廷した際には、首にコルセットを装着して杖をつく状態であった。これに関して前述の恐喝罪で服役した際、刑務所内の医療体制が不十分であることを理由に国を提訴した。2019年10月に刑期を終えて出所し、名古屋への移動のため品川駅を利用した際も首にコルセットを装着する姿が目撃されている。

## 金融制裁指定
2012年に、山口組のナンバー2にあたる人物として、アメリカ合衆国大統領のバラク・オバマの号令による金融制裁（国際緊急経済権限法・大統領令13581号）の対象人物となった。この金融制裁措置は同時に、山口組トップの司忍をはじめ、「ブラザーズ・サークル」（ロシアンマフィア）、「カモッラ」（イタリア）、ならびに「ロス・セタス」（メキシコ）、以上3種の国際的な犯罪組織の関係者らを対象としたものであった。